# 皆春院
皆春院（かいしゅんいん、? - 天保14年5月10日（1843年6月7日））は、江戸時代後期の女性で11代将軍・徳川家斉の側室。俗名は八重。父は御三卿・清水徳川家の家臣・牧野多門忠克。養父は土屋弥三郎知光。
家斉との間に徳川斉明、盛姫（鍋島直正室）、池田斉衆、松平斉民、信之進、喜代姫（酒井忠学室）、松平斉良、蜂須賀斉裕の6男2女がいる。

## 生涯
文化5年（1808年）頃に家斉の側室となった。側室となった当初は美尾と称したが、後に八重に名を改める。天保12年（1841年）に家斉が死去、八重は落飾して皆春院と号した。この折に剃髪を願い出たが許可されず、摘髪に留まっている。
また、家斉没後に与えられた大奥での位は上臈御年寄上座であるが、あくまで形式上のものと思われる。後に二の丸に移り、天保14年（1843年）5月10日にそこで死去した。